# Герместон (Орегон)
Герместон (англ. Hermiston) — місто (англ. city) в США, в окрузі Уматілла штату Орегон. Населення — 19 354 особи (2020).

## Географія
Герместон розташований за координатами 45°49′58″ пн. ш. 119°17′9″ зх. д. / 45.83278° пн. ш. 119.28583° зх. д. (45.832799, -119.285798).  За даними Бюро перепису населення США в 2010 році місто мало площу 20,22 км², уся площа — суходіл.

### Клімат
| Клімат : Герместон      | Клімат : Герместон | Клімат : Герместон | Клімат : Герместон | Клімат : Герместон | Клімат : Герместон | Клімат : Герместон | Клімат : Герместон | Клімат : Герместон | Клімат : Герместон | Клімат : Герместон | Клімат : Герместон | Клімат : Герместон | Клімат : Герместон |
| Показник                | Січ.               | Лют.               | Бер.               | Квіт.              | Трав.              | Черв.              | Лип.               | Серп.              | Вер.               | Жовт.              | Лист.              | Груд.              | Рік                |
| Абсолютний максимум, °C | 25,0               | 23,9               | 28,9               | 35,6               | 38,9               | 42,2               | 44,4               | 45,0               | 38,9               | 33,3               | 26,1               | 28,3               | 45,0               |
| Середній максимум, °C   | 4,4                | 8,7                | 14,6               | 19,4               | 24,0               | 28,1               | 32,4               | 31,5               | 26,5               | 19,3               | 10,4               | 5,4                | 18,7               |
| Середній мінімум, °C    | −4,7               | −2,3               | 0,5                | 3,8                | 7,6                | 11,3               | 13,9               | 12,9               | 8,3                | 3,3                | −0,5               | −3,1               | 4,3                |
| Абсолютний мінімум, °C  | −37,2              | −33,9              | −14,4              | −10                | −5,6               | 0,0                | 3,3                | 1,7                | −6,1               | −14,4              | −24,4              | −38,3              | −38,3              |
| Норма опадів, мм        | 31                 | 23                 | 19                 | 17                 | 17                 | 15                 | 5                  | 7                  | 11                 | 18                 | 30                 | 31                 | 225                |
| Днів з опадами          | 10                 | 9                  | 7                  | 6                  | 5                  | 5                  | 2                  | 2                  | 4                  | 6                  | 10                 | 11                 | 77,0               |
| ----------------------- | ------------------ | ------------------ | ------------------ | ------------------ | ------------------ | ------------------ | ------------------ | ------------------ | ------------------ | ------------------ | ------------------ | ------------------ | ------------------ |
| Джерело:                |                    |                    |                    |                    |                    |                    |                    |                    |                    |                    |                    |                    |                    |

## Демографія
Згідно з переписом 2010 року, у місті мешкало 16 745 осіб у 6050 домогосподарствах у складі 4184 родин. Густота населення становила 828 осіб/км².  Було 6373 помешкання (315/км²).
Расовий склад населення:
| - 74,2 % — білих - 1,5 % — азіатів - 1,3 % — корінних американців - 0,8 % — чорних або афроамериканців - 0,2 % — вихідців з тихоокеанських островів - 19,0 % — осіб інших рас |

До двох чи більше рас належало 3,0 %. Частка іспаномовних становила 34,9 % від усіх жителів.
За віковим діапазоном населення розподілялося таким чином: 31,7 % — особи молодші 18 років, 57,3 % — особи у віці 18—64 років, 11,0 % — особи у віці 65 років та старші. Медіана віку мешканця становила 30,9 року. На 100 осіб жіночої статі у місті припадало 97,5 чоловіків;  на 100 жінок у віці від 18 років та старших — 93,8 чоловіків також старших 18 років.
Середній дохід на одне домашнє господарство  становив 56 133 долари США (медіана — 46 141), а середній дохід на одну сім'ю — 66 284 долари (медіана — 58 860). Медіана доходів становила 40 294 долари для чоловіків та 31 764 долари для жінок. За межею бідності перебувало 21,9 % осіб, у тому числі 32,0 % дітей у віці до 18 років та 12,8 % осіб у віці 65 років та старших.
Цивільне працевлаштоване населення становило 7549 осіб. Основні галузі зайнятості: освіта, охорона здоров'я та соціальна допомога — 17,9 %, роздрібна торгівля — 16,3 %, виробництво — 10,1 %, транспорт — 9,1 %.